# Epipleoneura metallica
Epipleoneura metallica, popularmente chamada libélula, é uma espécie de artrópode odonato da família dos protoneurídeos (Protoneuridae) e do gênero Epipleoneura.

## Etimologia
O nome vernáculo libélula deriva do latim científico libellula, diminutivo do latim clássico libēlla, -ae, com o sentido de "prumo", "nível" ou "moeda de prata", por sua vez derivado do diminutivo de libra, -ae, que significa "balança". O nome faz alusão ao voo do inseto, que se mantém equilibrado no ar, pairando. Foi registrado em 1899 sob a forma libéllula.

## Descrição
Em Epipleoneura metallica, o epiprocto apresenta um pequeno lobo medial na margem apical, característica que a distingue de outras espécies do gênero. A lígula genital tem o segmento 3 muito estreito na região mediana, com lados levemente elevados; o ápice exibe uma fenda larga, e os cantos laterais são agudos. A projeção póstero-lateral é aproximadamente triangular, voltada para trás, com pedúnculo bem evidente. O cerco do macho assemelha-se ao de E. capilliformis, com um ramo interno-basal bem desenvolvido cujo ápice se projeta póstero-dorsalmente, alcançando a linha média de S10. Tanto o cerco masculino quanto a lígula genital de E. metallica são semelhantes aos observados em E. capilliformis, E. demarmelsi e E. fernandezi, diferenciando-se dessas pelo epiprocto de forma única: geralmente bifurcado, com ramos longos e divergentes, embora apresente grande variação intraespecífica. Nas fêmeas, a margem posterior do pronoto exibe uma projeção medial e dois lobos laterais curtos e largos; a margem anterior tem uma concavidade profunda, estrutura semelhante à vista em E. venezuelensis e E. fernandezi.

## Distribuição e habitat
Epipleoneura metallica apresenta ampla distribuição no Brasil, sendo registrada nos estados de Amazonas, Bahia, Distrito Federal, Goiás, Maranhão, Mato Grosso, Mato Grosso do Sul, Minas Gerais, Pará, Pernambuco, Rondônia, Sergipe e Tocantins, nos biomas da Amazônia, Cerrado e Mata Atlântica. Também ocorre na Venezuela e Colômbia. Em termos hidrográficos, está presente nas sub-bacias do Araguaia, do Contas, do Grande, do Gurupi, do Itapecuru, do Itapecuru-Paraguaçu, do litoral de Alagoas, Pernambuco, Paraíba, Bahia, Espírito Santo e Sergipe, do Madeira, do Negro, do Paraguai 01 e 03, do Paranaíba, do Paraná RH1, do Paru, do Alto e Médio São Francisco, do Tapajós, do Alto e Baixo Tocantins e do Xingu. A espécie habita riachos de floresta.

## Conservação
Epipleoneura metallica foi classificado como pouco preocupante (LC) pela União Internacional para a Conservação da Natureza (UICN). A espécie possui uma extensão de ocorrência de 492 800 quilômetros quadrados. Embora atualmente não seja considerada ameaçada, são necessárias pesquisas adicionais para identificar novas ocorrências, compreender sua biologia, monitorar tendências populacionais e avaliar possíveis ameaças. Em 2018, foi classificada como pouco preocupante no Livro Vermelho da Fauna Brasileira Ameaçada de Extinção do Instituto Chico Mendes de Conservação da Biodiversidade (ICMBio).

### Áreas de conservação
Em sua área de distribuição, a espécie ocorre em diversas áreas protegidas:
- Área de Proteção Ambiental Bacia do Rio São Bartolomeu (APA Bacia do Rio São Bartolomeu)
- Área de Proteção Ambiental do Morro da Pedreira (APA do Morro da Pedreira)
- Área de Proteção Ambiental do Planalto Central (APA Planalto Central)
- Estação Ecológica Serra Geral do Tocantins (ESEC Serra Geral do Tocantins)
- Floresta Nacional de Caxiuanã (Flona Caxiuanã)
- Floresta Nacional do Tapajós (Flona do Tapajós)
- Parque Nacional da Amazônia (PARNA Amazônia)
- Parque Nacional da Serra de Itabaiana (PARNA Serra de Itabaiana)
- Parque Nacional da Serra do Cipó (PARNA Serra do Cipó)
- Parque Nacional do Juruena (PARNA Juruena)
- Área de Proteção Ambiental da Bacia dos Ribeirões do Gama e Cabeça de Veado (APA Bacia dos Ribeirões do Gama e Cabeça de Veado)
- Área de Proteção Ambiental Baía de Camamu (APA Baía de Camamu)
- Área de Proteção Ambiental Costa de Itacaré-Serra Grande (APA Costa de Itacaré/Serra Grande)
- Área de Proteção Ambiental da Chapada dos Guimarães (APA Chapada dos Guimarães)
- Área de Proteção Ambiental Estrada Parque de Piraputanga (APA Estrada Parque de Piraputanga)
- Área de Proteção Ambiental Municipal do Aricá-Açu (APA Aricá-Açu)
- Área de Proteção Ambiental de Pouso Alto (APA Pouso Alto)
- Parque Estadual da Serra do Conduru (PE Serra do Conduru)
- Refúgio de Vida Silvestre Mata do Junco (RVS Mata do Junco)
- Terra Indígena Apiaká do Pontal e Isolados (TI Apiaká do Pontal e Isolados)
- Terra Indígena Awa (TI Awa)
- Terra Indígena Kayabi (TI Kayabi)